# 鴻興製酒廠
鴻興製酒股份有限公司，簡稱鴻興製酒，位於台灣高雄市林園區的釀酒廠，於2007年由陳俊吉成立。主要生產蘭姆酒、琴酒等蒸餾酒以及使用高雄在地食材的水果釀造酒等產品。

## 沿革
創辦人陳俊吉於1995年隨家人移民南非，於當地學習釀酒，後回國於高雄開設酒廠，並自行設計、焊接及組裝釀酒設備。
2012年適逢高雄市政府獲得「2013布魯塞爾世界烈酒大賽」（Spirits Selection by Concours Mondial de Bruxelles）主辦權，市政府為推廣在地酒廠使用在地農產品製酒，因此成為市政府輔導酒廠，開始投入以在地特色農產製酒並參與後續比賽。透過與高雄餐旅大學合作技術轉移，在陳千浩助理教授指導下，將玉荷包荔枝剝殼去果核，以果肉進行釀造後再進行蒸餾，並熟成1年以上，最終製成玉荷包荔枝酒「乃姬」。後續「乃姬」荔枝酒先後在2013年布魯塞爾世界烈酒競賽獲得雙金牌、2015年第21屆巴黎世界酒類競賽（Vinalies Internationales）烈酒組最高榮譽金牌首獎以及2016年布魯塞爾世界烈酒競賽獲得金牌。

## 外部連結
- 官方网站